# Фернандес де Лисарди, Хосе Хоакин

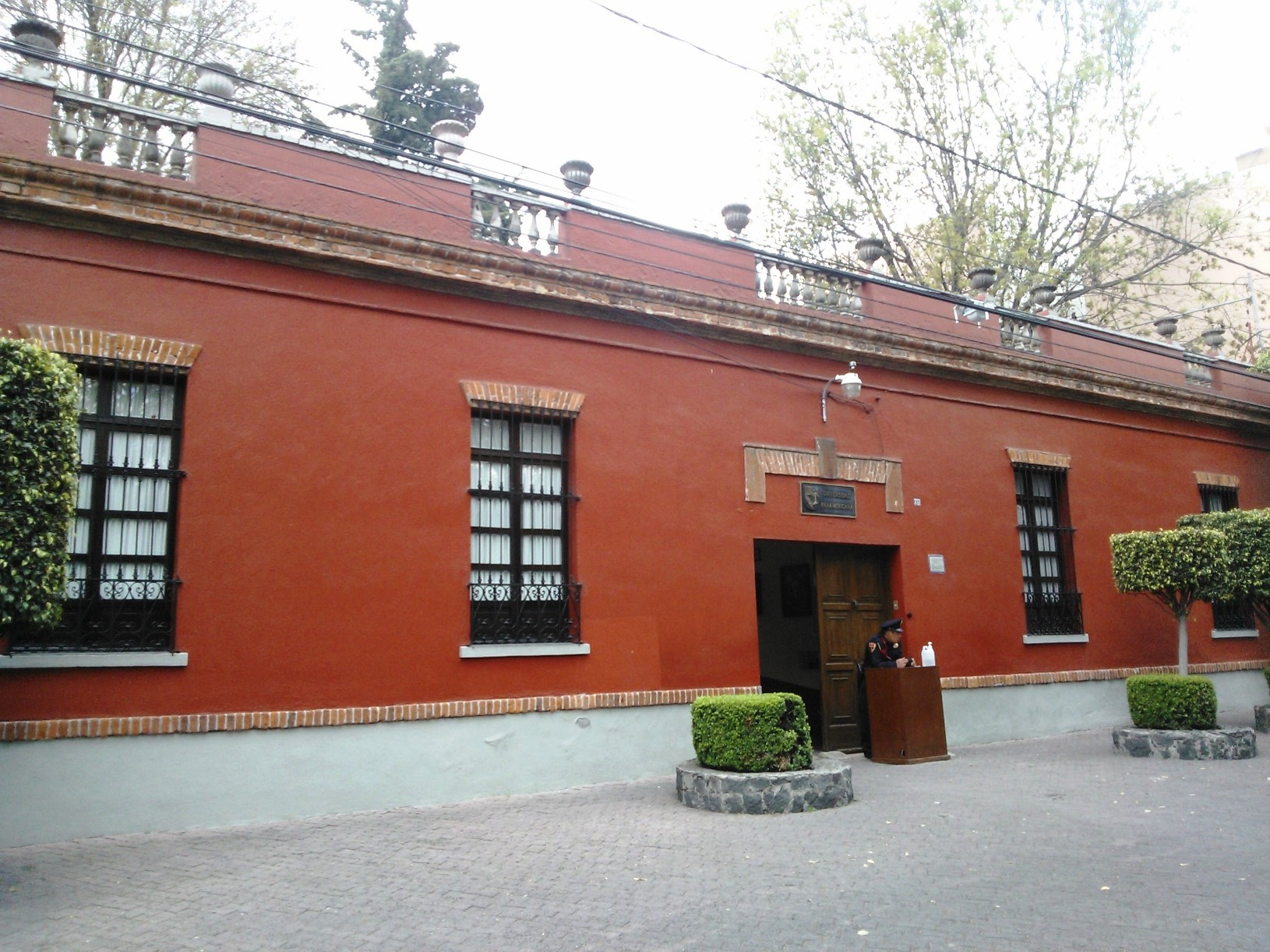
Дом-музей Фернандеса де Лисарди

Хосе Хоакин Фернандес де Лисарди (исп. José Joaquín Fernández de Lizardi; 15 ноября 1776, Мехико — 21 июня 1827, там же) — мексиканский поэт, писатель, журналист, борец за независимость Мексики.
Представитель романтизма и костумбризма в мексиканской литературе периода войны за независимость и становления Мексиканского государства в XIX веке.

## Биография
Сын врача. Обучался в иезуитской коллегии, затем в университете, который не окончил из-за ранней смерти отца.
В 1808 напечатал монархический гимн, посвященный испанскому королю Фердинанду VII, однако под влиянием идей независимости уже в 1810 примкнул к национально-революционному движению.
В 1811 основал после провозглашения свободы печати журнал «El Pensador Mexicano», который стоял на платформе национально-освободительных тенденций мексиканской колониальной буржуазии и сыграл большую роль в распространении среди либерально-буржуазных кругов социально-политических лозунгов французского Просвещения. Неизменно ратуя за сепаратистские национальные тенденции и за создание национально-буржуазной республики, Фернандес де Лисарди напечатал множество брошюр, памфлетов, альманахов и др., в которых большой талант журналиста соединяется с пафосом вождя в борьбе за независимость.
В 1812—1813 в течение 7 месяцев находился в заключении за резкие нападки в прессе на вице-короля.
Фернандес де Лисарди умер от туберкулеза в 1827 году в возрасте 50 лет. Из-за крайней бедности был похоронен в анонимной могиле, без эпитафии, которая как он надеялся, будет выгравирована на его надгробной плите: «Здесь лежит прах мексиканского Мыслителя, который сделал все, что мог для своей страны».

## Творчество
Известен под псевдонимом «El Pensador Mexicano» (Мексиканский мыслитель).
С 1814 стал издавать свои сочинения. Напечатал роман «El Periquillo Sarniento» («Паршивый Попугай» или же «Жизнь и деяния Перкильо Сарньенто, описанная им самим в назидание своим детям»), который считается первым романом, написанным в Латинской Америке, повести «La Quijotita y su prima» [1818] и «Vida y hechos de D. Catrin de la Fachenda» (изд. 1832) и диалоги «Noches tristes y dia alegre» (Печальные ночи и веселые дни, 1818).
«El Periquillo Sarniento», прозванный «мексиканским Дон-Кихотом», представляет собой попытку социальной и морально-философской критики современного автору мексиканского общества. Использовав традиционную в испанской литературе форму плутовского романа, в частности, следуя образцу «Жизнеописание плута Гусмана де Альфараче» Матео Алемана (1599), Фернандес де Лисарди создал произведение, положившее начало мексиканской повествовательной прозе и до сих пор занимающее первостепенное место в мексиканской литературе. Писатель насыщает традиционные формы старого плутовского романа рядом повествовательных элементов, сложившихся под несомненным влиянием французской буржуазной литературы XVIII века, в частности Руссо и Вольтера. Это придает особую историко-литературную ценность его роману, ярко изображающему социальный быт Мексики начала XIX века.
Параллелью к «Periquillo Sarniento» служит повесть «La Quijotita y su prima» — опыт педагогического романа в духе Руссо. Повесть «Vida y hechos de D. Catrin de la Fachenda» изображает быт низов латиноамериканской страны.
Фернандес де Лисарди также — автор басен, стихотворений в духе народных песен и драм.

## Избранная библиография

### Статьи
- El Pensador Mexicano
- Alacenas de Friolera
- Cajoncito de la Alacena
- El conductor eléctrico
- El hermano del perico
- Conversaciones del payo y el sacristan
- La Gaceta del gobierno
- Correo semanario de Mexico

### Романы
- El Periquillo Sarniento (1816)
- Letrillas satiricas, (1811)
- La Quijotita y su prima, (1819)
- Noches tristes y dia alegre, (1819)
- Vida y hechos del famoso caballero don Catrín de la Fachenda/

## Публикации на русском языке
- Перикильо Сарньенто/ Пер. с исп. И. Лихачёва. Л.: Художественная литература. Ленинградское отделение, 1964